# Maria Radziwiłłowa (1625–1660)

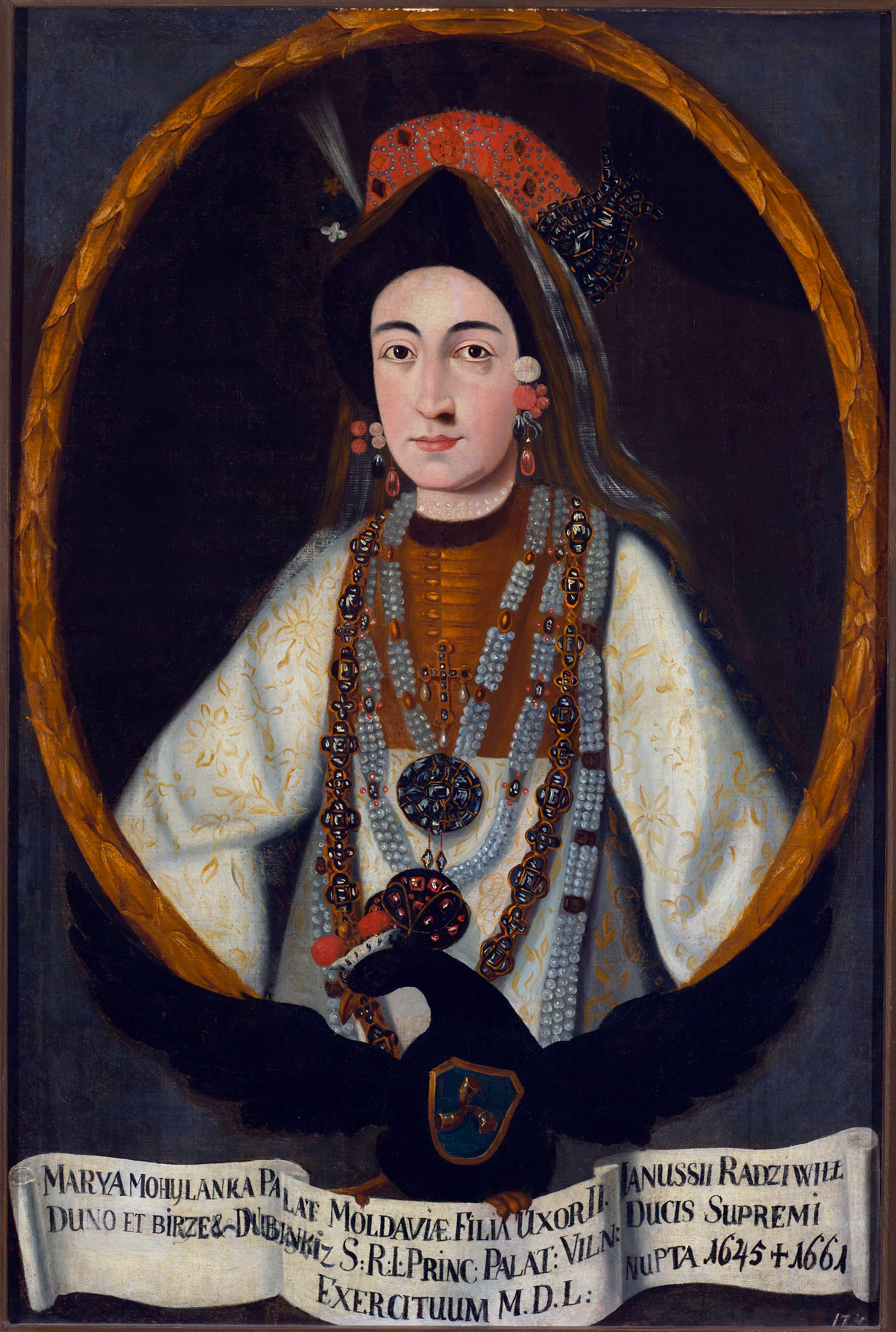
Maria Radziwiłłowa z domu Lupu

Maria Radziwiłłowa z domu Lupu (ur. 1625 w Mołdawii, zm. 1660 w Łucku) – żona Janusza Radziwiłła, hetmanowa wielka litewska i wojewodzina wileńska, hospodarówna mołdawska. Patronka Mołdawii.

## Życiorys

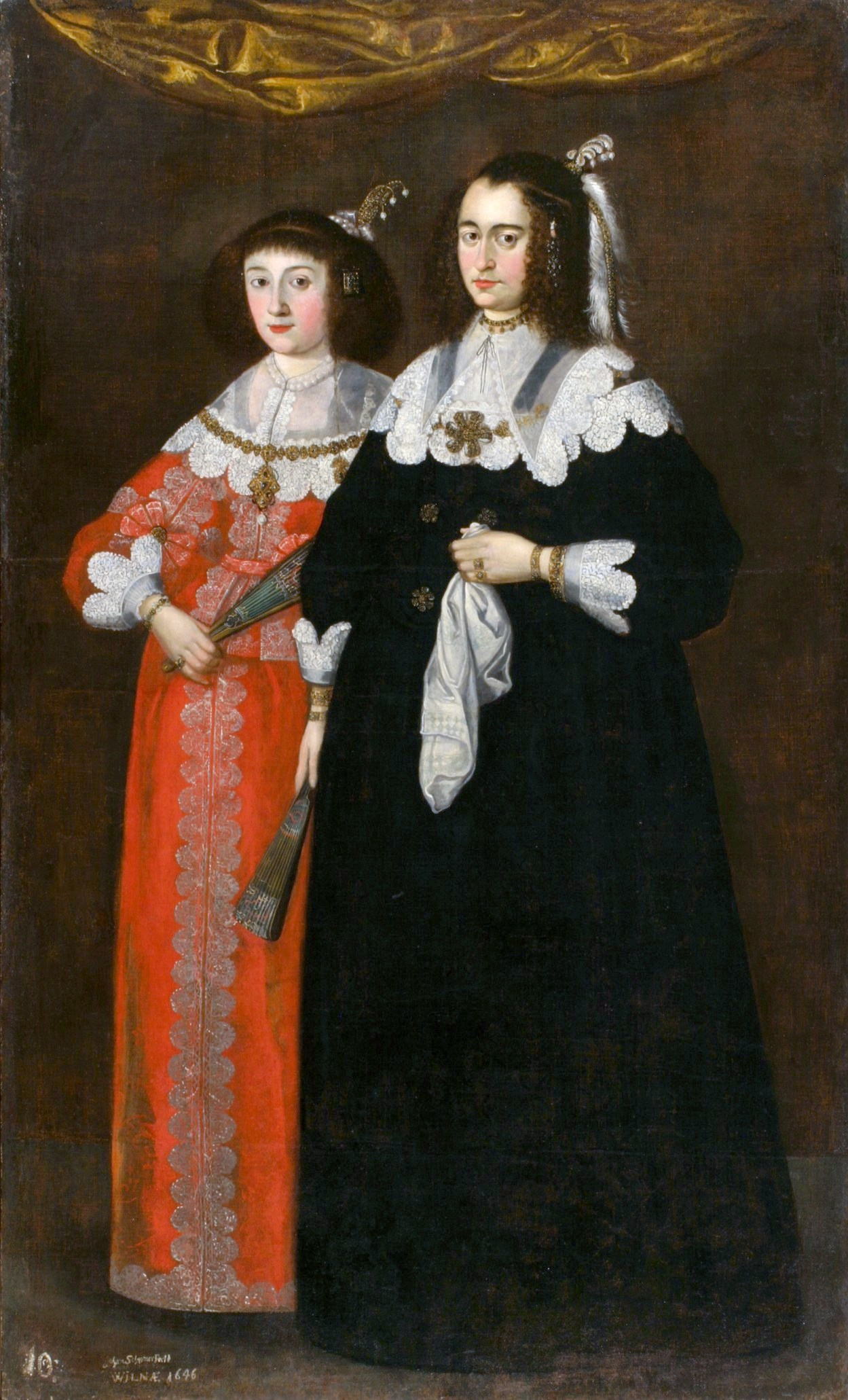
Maria Lupu i pierwsza żona Janusza Radziwiłła Katarzyna Potocka, malował Johann Schretter w 1646

Maria była córką Bazylego Lupu i Bazylissy Bucioc. Jej siostra Rozanda wyszła za Tymosza Chmielnickiego, a jej brat przyrodni Stefan Lupu w latach 1659–1661 był hospodarem Mołdawii. Maria odebrała w młodości wykształcenie, dzięki któremu mówiła greką i łaciną, a także później językiem polskim.
W roku 1645 w Jassach poślubiła Janusza, hetmana wielkiego litewskiego. Małżeństwo było bezpotomne. Małżeństwo miało zacieśnić więzy polityczne między Mołdawią a Rzecząpospolitą Obojga Narodów. Ceremonię odprawił metropolita kijowski Piotr Mohyła. Świadkowie ceremonii chwalili piękno i bogatą biżuterię panny młodej.
Maria wniosła do małżeństwa posag od ojca, a od męża otrzymała 45 000 złotych, diamenty, złoto i srebro warte 15 000 złotych, oraz ziemie darowane przez Władysława IV. Para spędziła miesiąc miodowy we Włoszech.
Kiedy w 1652 jej mąż (kalwin) ufundował prawosławny monaster w Kiejdanach, Maria wraz z ojcem darowali środki na jego uposażenie. Maria przeżyła męża, po jego śmierci w 1655, Maria wdała się w długą i niezbyt skuteczną bitwę o część jego spadku.
Maria Radziwiłł wspierała prawosławne cerkwie w Rzeczypospolitej i Mołdawii. W testamencie z listopada 1659, darowała 200 000 złotych na rzecz klasztoru Ducha Świętego w Wilnie i 471 000 złotych na rzecz 13 monastrów, 7 cerkwi, szpitali i jednej szkoły.
Maria Radziwiłł była wielokrotnie portretowana, zachowało się co najmniej 8 jej wizerunków.
Pogrzeb w cerkwi prawosławnej sprawił jej kalwin ks. Bogusław Radziwiłł. Została pochowana w klasztorze trynitarzy w Łucku, w 1917 jej trumna została usunięta z klasztoru (który w II RP był sądem okręgowy, obecnie szpitalem wojskowym).
Od 2018 w Kiejdanach odbywa się Maria Lupu-Radvilienė Essay Contest, organizowany przez rumuńską ambasadę na Litwie.

## Literatura
- Lilia Zabolotnaia: The history of the private life of Maria (Lupu) Radziwiłł reflected in the images of the epoch. In: Annales Universitatis Mariae Curie-Skłodowska. Sectio M, Balcaniensis et Carpathiensis. Vol. 2. 2017, s. 209–221.
- Lilia Zabolotnaia: The Riddles, Myths and Facts concerning Maria (Lupu) Radziwiłł’s Last Will and Testament. In: Istorija, Lietuvos ... Nr. 97, 1. Vilnius 2015. S. 5–25. PDF
- Заболотная Л. П. Частная жизнь чужестранки: семейная жизнь мари (Лупу) Радзивилл // «Вызов» в повседневной жизни населения России: история и современность. Материалы межд. научной конференции. — СПб., Ленинградский гос. ун-т им А. С. Пушкина, 2021